# 奧爾良的厄門特魯德
奧爾良的厄門特魯德 (Ermentrude of Orléans，823年9月27日—869年10月6日)，法國王后，加洛林王朝國王夏爾二世（禿頭查理）的第一任妻子。奧爾良的厄門特魯德為奧爾良伯爵厄德一世及其妻子恩格爾特魯德的長女。
842年，厄門特魯德嫁給禿頭查理。他們生下10個孩子。
- 佛蘭德的朱迪絲（843年—870年），先後嫁給威塞克斯國王埃塞爾伍爾夫及埃塞爾博爾德父子和第一任佛蘭德藩侯博杜安。
- 口吃者路易（846年—879年）
- 孩童查理（847年—866年）
- 瘸子洛泰爾（848年—865年），861年成為僧侶
- 卡洛曼（849年—876年）
- 羅圖德（852年—912年），修女
- 厄門特魯德（852年—877年），修女
- 希爾加爾德（856年－？）
- 吉塞拉（857年—874年）
- 歌德希爾德（864年—907年）

厄門特魯德對刺繡有貢獻和對建立宗教有興趣。她的丈夫禿頭查理送給她謝勒修道院。866年，當禿頭查理處決了她叛逆的弟弟威廉後，厄門特魯德便與丈夫分居並退入修道院成為尼姑生活下去。厄門特魯德死後被安葬在法國巴黎的聖但尼聖殿。